# Leptomenoides pachymeniformis
Leptomenoides pachymeniformis är en stekelart som beskrevs av Giordani Soika 1961. Leptomenoides pachymeniformis ingår i släktet Leptomenoides och familjen Eumenidae. Inga underarter finns listade i Catalogue of Life.